# Мина (долина)
Мина (араб. منى‎) — небольшое предместье Мекки, которое простирается от столба Джамрат аль-Акаба до вади Мухассир, где, по преданию, погибло войско эфиопского царя Абрахи.

## Этимология
Этимология названия «Мина» неясна: по одной из версий, это арабское слово означает место сбора людей. Согласно другой, когда-то в этой долине Адам рассказал ангелу Джибрилю о своем желании (таманна) вновь оказаться в раю, в память о чём она и стала называться «Мина». Наибольшее распространение получила версия, которая возводит это название к арабскому глаголу «манна» («лить», «проливать»), поскольку в этом месте режут (льют кровь) жертвенных животных. Долина Мина — место проведения двух важных ритуалов хаджа — бросания камней в находящиеся здесь столбы (араб. جمرات‎ джамарат (мн. ч.); в ед. ч. — джа́мра) и жертвоприношения.

## История
Согласно мусульманской традиции, обряды хаджа были установлены пророком Ибрахимом; первый из них напоминает о том, как он побил камнями шайтана, трижды представавшего перед ним в долине Мина. Второй также воспроизводит эпизод из его жизни: однажды Аллах, желая испытать Ибрахима, велел ему принести в жертву своего сына. Пророк покорно согласился исполнить волю Господа: он привел сына в долину Мина, где приготовился совершить жертвоприношение, однако по воле Аллаха свежезаточенный нож не смог прорезать плоть сына Ибрахима. Затем спустился ангел Джабраил с барашком из рая, и велением Аллаха заменить им сына.

## Хадж
В праздничные дни у столбов-джамарат скапливается огромная толпа паломников, плотность которой в часы-пик достигает 5—7 чел./м². В это время здесь фиксируется наибольшее за весь период хаджа число травматических случаев; в возникающей давке порой гибнут сотни людей (например, в 1990 году в пешеходном тоннеле из Мекки в Мину погибло почти 1,5 тысячи паломников). Саудовские власти, пытаясь решить эту проблему, ещё в 1975 году соорудили в этом месте специальную эстакаду, благодаря чему число паломников, совершающих обряд побивания камнями шайтана, увеличилось вдвое. В настоящее время[когда?] они реализуют масштабный строительный проект, предусматривающий возведение нескольких новых ярусов над уже существующим строением.
В долине разбит крупнейший в мире палаточный городок. Более 100 000 палаток с кондиционерами, в которых могут разместиться более 3 миллионов человек, предоставляют временное жильё для паломников. Во время гражданской войны в Сирии международное сообщество оказало давление на Саудовскую Аравию, чтобы задействовать неиспользуемый ими палаточный городок для размещения сирийских беженцев.

## Давка в 2015 году
24 сентября 2015 года в результате давки во время паломничества в Мине погибло более 2000 человек и ранено 934 человека. Инцидент произошел на пересечении улиц 204 и 223, ведущих к мосту Джамарат. Это самый крупный инцидент, который произошёл во время хаджа после инцидента 1990 года, в результате которого погибло 1426 человек. Это самый крупный инцидент в XXI веке, унёсший жизни минимум 2 236 человек. Агентство Associated Press сообщило о 2 411 погибших.